# Islamabad (canción de Los Planetas)
El 24 de febrero de 2017 se sube a plataformas digitales de música, Islamabad, el segundo sencillo anticipo del álbum de Los Planetas Zona temporalmente autónoma.
El sencillo aparece bajo la etiqueta de El Ejército Rojo, sello del grupo, y El Volcán Música, su oficina de management.
La canción (compuesta por J y Yung Beef) está basada en Ready pa morir de Yung Beef, publicada en su mixtape A.D.R.O.M.C.F.M.S.2 (autoeditado, 2015).
Jesús Llorente, responsable del sello Acuarela Discos, propuso la colaboración con Yung Beef: "nosotros haríamos un tema suyo, y ellos, uno nuestro. Su versión sigue pendiente”. Dice Jota que escribió su propia letra porque no se “veía” cantando la original. El trap mezcla rap y música electrónica y él aprovechó la métrica expansiva del hip-hop para meter “muchas palabras y conceptos más complejos, más filosóficos” en una canción que Florent tituló en broma como "el rap de Islamabad". Cuando supieron que el nombre de la capital de Pakistán significa "ciudad del islam", decidieron que se quedaba así.
La revista Rockdelux escogió Islamabad como tema del año en su selección de mejores canciones nacionales de 2017 y alcanzó el quinto puesto para los redactores de la revista Jenesaispop.

## Lista de canciones
1. «Islamabad» 7:03

## Créditos
Julián Méndez: bajo. 
Eric Jiménez: batería. 
Florent Muñoz: guitarra eléctrica. 
Banin Fraile: teclados y guitarra eléctrica.
J: Voz (música) y guitarra eléctrica. 

## Split compartido con Yung Beef
El 10 de marzo de 2017 Acuarela Discos publica un vinilo de diez pulgadas compartido entre Los Planetas y Yung Beef.
Acuarela Discos indica en su nota de prensa: "Acuarela presenta un insólito Split en el que hay mucho más que la mera conexión geográfica entre Los Planetas y ese granadino con rostro de moneda antigua conocido como Fernandito Kitkat, Riviera Manny, El Seco, o –sobre todo- Yung Beef, parte también del combo PXXR GVNG. Entre el pletórico y profuso Prince de los 80 y El Torta, entre Thom Yorke y Camarón, y haciéndose valer por medio de un atrevido léxico que hierve con neologismos, introspección y drama, Yung Beef nos concede el honor de publicar por primera vez en formato físico un hit viral y digital como Ready Pa Morir. A los mandos, Steve Lean, beatmaster del benemérito equipo de producción 808 Mafia cuyos teclados terminales, su manejo de los resbaladizos retales con los que se trenza el Trap, añadieron un toque de introversión a Los Pobres".
Del trap dice Jota que "es contracultura y está vivo. El hip hop es rock’n’roll".

### Lista de canciones
1. Islamabad 7:05
2. Ready pa morir 3:11

Islabamad compuesta por J y Yung Beef.
Ready pa morir compuesta por Steve Lean y Yung Beef.

## Videoclip
Se incluye una grabación en directo del tema en La Chumbera (Sacromonte, Granada), como de todo el álbum Zona temporalmente autónoma, en el DVD anexo a la reedición de 2018 del disco.